# Megami tenszei
A Megami tenszei (女神転生; Hepburn: Megami Tensei), gyakran MegaTennek (メガテン) rövidítve és a tengerentúlon Shin Megami Tenseiként (eredetileg Revelationsként) forgalmazva, japán médiafranchise, melyet Okada Kódzsi, Szuzuki Ginicsiro és Szuzuki Kazunari tervezett. A jelenleg a Sega Sammy Holdings tulajdonában álló franchise-t elsősorban az Atlus fejleszti. A sorozat első címe, a Digital Devil Story: Megami tenszei 1987-ben jelent meg, sikere egy folytatást, majd később számos alsorozatot eredményezett, melyek együttesen alkotják a Megami tenszei franchise-t. A sorozat a szerepjátékok mellett különböző műfajú, így taktikai szerepjáték, akció-szerepjáték vagy MMORPG-játékokat is tartalmaz. A sorozat első két címét a Bandai Namco (akkoriban Namco) jelentette meg, de a Sin megami tenszei megjelenése óta Japánban és Észak-Amerikában majdnem minden alkalommal az Atlus adja ki a sorozat tagjait. Európában az Atlus külső cégeken keresztül jelenteti meg a játékokat.
A sorozat eredetileg Nisitani Aja Digital Devil Story című science fiction regénysorozatán alapult, a sorozat nevét az első könyv alcíméből kölcsönözték. A legtöbb Megami tenszei cím különálló játék saját történettel és szereplőkkel. Visszatérő elemek közé tartoznak a cselekmény témák, a játékos döntései által befolyásolt történet, illetve játékmechanikai elemek, melyek közül a legfontosabb a teremtményekkel szembeni harcolás, illetve azok betoborzása, hogy a későbbiekben a játékos segítségére legyenek a csaták során. Számos filozófia és vallás, az okkultizmus, a cyberpunk és a korai science fiction elemeit is beépítették különböző időpontokban a sorozatba.
A sorozat legtöbb korai tagját nem lokalizálták, eredetileg, mivel akkoriban tabunak számítottak az erős vallási hatások a nyugati videojátékokban. Bár a Megami tenszei nem olyan nagy horderejű sorozat, mint a Final Fantasy vagy a Dragon Quest, azonban így is rendkívül népszerű Japánban és jelentős rajongótábora van nyugaton, így kritikai és kereskedelmi sikerre talált. A Shin Megami Tensei: Lucifer’s Call 2003-as megjelenése óta a Shin Megami Tensei nevet a sorozat legtöbb tagjára ráakasztották nyugaton, ezzel segítve a marketingben. A sorozat jól ismert a művészi irányvonala, kihívást nyújtó játékmenete és zenéje révén. A sorozat érett tartalma, sötét témái és a keresztény vallási jelképek használata miatt egyaránt vitákat váltott ki. A franchise további médiumai között mangaadaptációk, illetve animefilmek és televíziós sorozatok is vannak.

## Címek

### Játékok
A franchise első tagja, a Digital Devil Story: Megami tenszei 1987. szeptember 11-én jelent meg. A sorozat rákövetkező címei csaknem minden alkalommal függetlenek egymástól a tematikai és játékmechanikai elemek továbbvitelét leszámítva. A Megami tenszei-játékok, majd a későbbi Sin megami tenszei-címek alkotják a sorozat magját, míg a többi alsorozat, így a Persona vagy a Devil Summoner spin-offok, melyeket a franchise részeként hoztak forgalomba.

#### Fősorozat
Két Megami Tensei-játékot jelentettek meg Famicomra: a Digital Devil Story: Megami tenszeit 1987-ben, illetve a Digital Devil Story: Megami tenszei II-t 1990-ben. A Megami tenszei MSX-portját is 1987-ben jelentették meg. A két cím nem kapcsolódik egymáshoz a történet szempontjából, és mindkettőben szerepeltek a sorozatot később meghatározó alapvető játékmeneti és történeti elemek. Három Megami Tensei-címet jelentettek meg Super Famicomra: a Shin Megami Tenseit 1992-ben, illetve a Sin megami tenszei II-t és a Shin Megami Tensei if...-et 1994-ben.
Kilenc év kihagyás után, 2003-ban jelent meg a Shin Megami Tensei III: Nocturne PlayStation 2-re. A Maniax Edition című rendezői kiadása 2004-ben jelent meg Japánban és Észak-Amerikában, 2005-ben Európában. A sorszámot elhagyták a címéből az észak-amerikai kiadásnál, míg Európában Shin Megami Tensei: Lucifer’s Callra cserélték azt. A következő játék, a Sin megami tenszei: Strange Journey 2009-ben jelent meg Japánban és 2010-ben Észak-Amerikában Nintendo DS-re. A Shin Megami Tensei IV 2013-ban jelent meg Nintendo 3DS-re Japánban és Észak-Amerikában, majd egy évvel később Európában.
A fősorozat mellett két Sin megami tenszei spin-off játék is létezik. Az elsőt, a Sin megami tenszei: Nine-t a Nex Entertainment fejlesztette és 2002-ben jelent meg Xboxra. Eredetileg nagyon sok szereplős online szerepjátéknak (MMORPG) tervezték, azonban később egyjátékos és többjátékos csomagokra osztották fel, melyek közül az egyjátékos verzió jelent meg előbb. Az online változat megjelenését eltolták, majd végül fejlesztését leállították, mivel a készítők nem bírták volna kezelni a megkívánt online internetes kapacitást az Xbox Live rendszerén keresztül. Egy igazi MMORPG spin-offot, a Sin megami tenszei: Imagine-t a CAVE és az Atlus közösen fejlesztette, és 2007-ben jelent meg Japánban, illetve 2008-ban Észak-Amerikában Microsoft Windowsra. A szolgáltatást 2014-ben leállították Észak-Amerikában miután a Marvelous USA, a játék akkori kezelői, felszámolták a személyi számítógépes internetes játék-részlegüket.

#### Shin Megami Tensei: Persona
A Shin Megami Tensei: Persona a Megami tenszei sorozat legnagyobb és legnépszerűbb spin-offja. A sorozat első tagját, a Megami ibunroku Personát (a tengerentúlon eredetileg Revelations: Persona címen jelent meg) 1996-ban adták ki Japánban és Észak-Amerikában. Az első Persona 2-cím, az Innocent Sin 1999-ben jelent meg Japánban. A második játék, az Eternal Punishment 2000-ben jelent meg Japánban és Észak-Amerikában. A Persona 3 2006-ban jelent meg Japánban, 2007-ben Észak-Amerikában és 2008-ban Európában. Folytatása, a Persona 4 2008-ban jelent meg Japánban és Észak-Amerikában, illetve 2009-ben Európában. A sorozat hatodik tagja, a Persona 5 2015-ben fog megjelenni Japánban és Észak-Amerikában. A fő Persona-játékok mellett a Persona 3-ra és a 4-re öszpontosító spin-offok is jelentek meg: a „canon” spin-off Persona Q: Shadow of the Labyrinth, két verekedős játék, a Persona 4 Arena és folytatása, az Arena Ultimax, illetve a Persona 4: Dancing All Night ritmusjáték. Amíg a Persona 3 és a 4 címében jelen volt a Shin Megami Tensei név, addig azt elhagyták a Persona 4 Arena duológia és a Persona 4 Golden címéből, mivel azok neve túl hosszú lett volna a praktikustól.

#### Egyéb spin-offok
A Persona mellett egyéb, számos műfajt felölelő spin-off sorozata is van a franchise-nak. A Sin megami tenszei II megjelenése után az Atlus spin-offok és alsorozatok készítésére összpontosított, melyek a Megami tenszei franchise részét képeznék. A Devil Summoner alsorozat 1995-ben indult a Sin megami tenszei: Devil Summonerrel. A játékot a Devil Summoner: Soul Hackers követte 1997-ben, majd két az 1920-as évek Tokiójában játszódó előzmény, melyek Kuzunoha Raidó démonidéző köré összpontosulnak: a Raidou Kuzunoha vs. The Soulless Army és a Raidou Kuzunoha vs. King Abaddon.
A Lucifer’s Call megjelenése után nem sokkal hozták létre a Digital Devil Saga (Japánban Digital Devil Saga: Avatar Tuner) című duológiát, mely a Lucifer’s Call rendszereihez hasonló köré építettek fel, és melyet egy könnyebben megközelíthetőbb játékélménynek szántak. Két taktikai szerepjátékot is fejlesztett az Atlus Nintendo DS-re Devil Survivor cím alatt: az eredeti Devil Survivort és a Devil Survivor 2-t. Mindkettő kapott egy kibővített portot Nintendo 3DS-re. A további alsorozatok közé tartozik a Last Bible, a Devil Children és a Madzsin tenszei. A sorozat két jelentős, különálló spin-offja a Jack Bros., és a Shin Megami Tensei X Fire Emblem, mely crossover az Intelligent System Fire Emblem sorozatával.

### Kapcsolódó médiumok
A sorozat számos tagja kapott anime- és mangaadaptációkat: a Persona 3 egy négyrészes moziadaptációt (No. 1, Spring of Birth, No. 2, Midsummer Knight’s Dream, No. 3, Falling Down, No. 4, Last Episode) és egy nem canon spin-off sorozatot is kapott Persona: Trinity Soul címen. A Persona 4 két adaptációt kapott: az első a Persona 4: The Animation, mely az eredeti játékon alapul, a második a Persona 4: The Golden Animation, amely a kibővített PlayStation Vita-porton alapul. A Devil Survivor 2 azonos néven kapott animeadaptációt. Számos Sin megami tenszei és Persona cím kapott manga- és dráma CD-adaptációkat. A Personához kapcsolódó akciófigurákat és egyéb ajándéktárgyakat is gyártottak.

## Visszatérő elemek
Annak ellenére, hogy a sorozat legtöbb játéka különböző kontinuitásban játszódik, azonban bizonyos elemekben mégis osztoznak. Egyik meghatározó vonása a modern városi környezet, konkrétabban a modern Tokió. Erre eredetileg azért esett a választás, hogy elkülönítsék a játékot a kortárs fantasy játékfranchise-októl, mivel a modern Tokió ritkán jelent meg a játékokban ellentétben annak múltbéli változataival. A Sin megami tenszei II volt a sorozat egyik korai kivétele, mivel egy science fiction stílusú jövőben játszódik annak ellenére, hogy megtartotta a fantasy elemeket is. A két újabb jelentős eltérés közé tartozik a Strange Journey, mely az Antarktikára helyezte a hangsúlyt, hogy globális szinten ábrázolja a fenyegetést, illetve a Shin Megami Tensei IV, melyben egy középkori szintű társadalom van a modern Tokiótól elkülönülve.
A sorozat címe magyarra fordítva „az istennő újjászületése”: melyet továbbvittek a jelenlegi Sin megami tenszei sorozatba, melyet a hivatalos angol fordítás mentén „az igaz istennő lélekvándorlásként” lehetne lefordítani. A „lélekvándorlás” a reinkarnáció körforgására utal, amely számos Megami tenszei-történetben jelen van. A címben szereplő újjászületett istennő több jelentéssel is bír: utal a minden játékban megjelenő istennőként tekintethető női szereplőre, valamint játék során drasztikusan megváltozó helyszínre is. A reinkarnáció koncepciója a narratívákban és a játékmechanikai elemekben is jelen van, hogy összefonódjanak ezen témákkal.

### Játékmenet
A sorozat játékmenete a nehézségéről, illetve az éveken át megmaradt különböző mechanikáiról lett neves. Egyik kulcsfontosságú eleme az első Megami tenszei óta a démonok toborzásának lehetősége, melyek a játékos mellett harcolhatnak a csatákban, illetve két démon egyesítésének lehetősége, mellyel egy erősebb hozható létre. Ezekkel egyenértékű rendszerek a későbbi Persona-címekben is megjelentek. A játékok legismertebb harcrendszere a Press Turn-rendszer, melyet először a Lucifer’s Callban mutattak be. A Press Turn-rendszer egy körökre osztott harcmechanika, mely mind a játékosra, mind az ellenfelekre érvényes, melyben mindegyik fél egy bónusz kört kap az ellenfél gyengepontjainak támadásával. Számos játékban egy holdfázis vagy azzal egyenértékű rendszer is szerepel, melyben a hold fázisa vagy az időjárás változása befolyással van az ellenfelek viselkedésére.
Az első két Megami tenszei-játék elrendezése észrevehetően eltérő a későbbi játékoktól: míg a Megami tenszei egy háromdimenziós belső nézetű perspektívát használt, addig Megami tenszei II belső nézetű háromdimenziós megjelenítést alkalmaz a harcokhoz és egy felülnézetes kétdimenziós megjelenítést a navigációhoz. A váltást a fejlesztőcsapat tagjai javasolták, akik nem akarták, hogy a játékosok eltévedjenek egy nagy háromdimenziós környezetben. A kétdimenziós belső nézetű nézőpontot a Lucifer’s Callig folytatták, ahol azonban áttértek külső nézetes perspektívába. Ez az autóban való rosszulléthez hasonló, a Japánban akkoriban jelenlévő belső nézetű lövöldözős játéknál felmerülő úgynevezett „3D rosszullét” miatt történt: a fejlesztők azt akarták, hogy a játékosok összpontosíthassanak valamire. A belső nézetes perspektíva a Strange Journeyvel újra megjelent, és a IV harcaiba is beépítették a bejárható háromdimenziós környezet mellett.

### Cselekmények és témák
Mindegyik játék akörül forog, ahogy a rendkívüli betör a hétköznapi világba, bár a két fő Megami tenszei sorozat eltérő dolgokra összpontosít: amíg a Sin megami tenszei elsősorban akörül forog, ahogy a főszereplő megpróbálja összeszedni a zsarnoki istenségek által uralt világ túléléshez szükséges erőt, addig a Persona az interperszonális kapcsolatok és egy embercsoport pszichológiája köré épül fel. A főszereplő általában férfi a Sin megami tenszei-játékokban: ugyan egy női főszereplő vagy a főszereplő nemének kiválaszthatósága nem kizárt, azonban a fejlesztőcsapat számos tagja érzi úgy, hogy a Sin megami tenszei főszerepe jobban illeszkedik egy férfi szereplőhöz. A sorozat élete során a gnoszticizmus, számos mitológia és vallás, köztük a kereszténység és a buddhizmus, a korai science fiction, a jungi pszichológia és az archetípusok, az okkultizmus, a punk és a cyberpunk elemeit is magába olvasztotta. A science fiction és a fantasy elemeket filozófiai fogalmak használatával hozták össze és lettek egyesítve, ezzel lehetőséget adva az átlagos körülmények közötti koncepciók és esztétikák vegyítésére.
A fő Sin megami tenszei-játékok története gyakran tartalmaz egy zsarnoki isten elleni harcot. A történetmesélés módszere a sorozatban tartalmazhatja az átvezető jelenetek és szinkronizált párbeszédek hagyományos használatát (Persona, Digital Devil Saga) vagy egy szövegalapú minimalista megközelítését, mely a légkörre helyezi a hangsúlyt (Lucifer’s Call). Hagyomány a fő Sin megami tenszei-játékoknál az egy csapattal szembeni, egyetlen játszható szereplőre való összpontosítás. Visszatérő szereplő Lucifer, az Istennel szembeszálló bukott angyal, akit több formában is ábrázolnak kihangsúlyozva ezzel mindenhatóságát. A Megami tenszei II óta a sorozat egy erkölcsalapú döntésrendszert is tartalmaz, melyben a játékos cselekedetei befolyással vannak a történet végkimenetelére. A Megami tenszei II-ben a nyomvonalak „törvényre” (Isten erői) és „káoszra” (Lucifer serege) vannak felosztva. A további játékokban egy kiegészítő „semleges” út is helyet kapott, melyben a játékos visszautasíthatja mindkét oldalt. A Lucifer’s Callban az összes szereplő nagyjából a „káosz” felé van kötelezve, melyre azért került sor, hogy változatosságot vigyenek a sorozatba, illetve, hogy a fejlesztőcsapat nagyobb kreatív szabadságot kapjon. A háromirányú nyomvonalrendszert a Strange Journeyvel visszahozták, majd továbbvitték a Shin Megami Tensei IV-be.

## Fejlesztés és történet

### Kezdetek
A Megami tenszei sorozat Nisitani Aja Digital Devil Story című science-fantasy regénysorozatának médiabővítéseként született meg. A sorozat tervezői Okada Kódzsi, Szuzuki Ginicsiro és fia, Kazunari voltak. A Digital Devil Story sorozat első könyve, a Megami tenszei (女神転生, ’Az istennő újjászületése’) adta az eredeti játék címét, míg a játék története az első és a harmadik, Tenszei no súen (転生の終焉, ’Az újjászületés bukása’) című könyvön alapul. A játékot az Atlus fejlesztette és a Bandai Namco (akkoriban Namco) jelentette meg. Ugyan az eredeti történetből annyit akartak átemelni amennyit csak lehetséges, azonban a Famicom korlátozott képességei közel lehetetlenné tették ezt a célt. A játék népszerűnek bizonyult Japánban, eredményesen indította a Megami tenszei franchise-t, kezdve az ambiciózusabb közvetlen folytatásának 1990-es megjelenésével. A Sin megami tenszei fejlesztése során, melyet a cég minőségével felvértezett Super Famicom-játék koncepciója hajtott, a csapat lassan úgy döntött, hogy el akarnak szakadni az akkori játékos status quotól a játék esztétikája és tartalma segítségével. Ezen hozzáállás ellenére a fejlesztőcsapat a Sin megami tenszeire a Megami tenszei II újraértelmézéseként tekint. Sok ilyen korai játékban van cameoszerepe az Atlus alkalmazottainak. 2003-ig a legtöbb játék felett Okada vezényelt, azonban miután kilépett, hogy megalapíthassa saját cégét, a Gaiát Kaneko Kazuma vette át a sorozat kreatív igazgatói szerepét. A Megami tenszei sorozat többségét az Atlus 1-es kutatási és fejlesztési részlege fejlesztette.
A franchise-nak két főbb írója van: Iszogai Sogo és Ito Rjutaro. Ito először a Megami tenszei II-n dolgozott, ahol a fejlesztés után csatlakozott a csapathoz a forgatókönyv megírásához, amely mellett a hibakeresés csapat tagja is volt. Iszogai első munkája a sorozaton a Sin megami tenszei II forgatókönyve volt. A sorozat következő tagját, az if...-et is Ito írta, amit az előző játék nagyléptékű világától való eltérésként úgy tervezett, hogy az egy kolostori iskolai környezetben játszódjon. Utolsó munkája a sorozaton az első Devil Summoner volt. Iszogai is dolgozott a Sin megami tenszei II-n és az if...-en, majd később több Devil Summoner-játékon, a Lucifer’s Callon és a Strange Journeyn is. Az első öt fő Megami tenszei-játék zenéjét Maszuko Cukasza szerezte. A Lucifer’s Callnál Meguro Sódzsira esett a választás, aki már dolgozott a korábbi spin-off címeken is. Neve később jól ismert lett Persona-címeken való munkája révén.

### Művészeti tervezés
A Sin megami tenszei és a Persona művészeti stílusát két különböző művész, Kaneko Kazuma és Szoedzsima Sigenori határozta meg. Kaneko hosszú múltra tekinthet vissza a sorozatban, mivel már az eredeti Megami tenszei-címeken is munkálkodott. Első prominens munkája a sorozaton a Sin megami tenszein volt, ahol a játék szereplőinek és démonjainak sprite- és a promóciós grafikáikon is dolgozott. Ő javasolta a játék számos sötétebb elemét, meghatározva ezzel a sorozat későbbi identitását. Kaneko minden démon megtervezése előtt utánajárt a kiválasztott témakörnek, hogy megismerje annak mitológiai hátterét, hogy azt felhasználhassa a tervezés során. Kaneko számos demontervére voltak hatással mitológiai lények és istenségek, illetve popkultúrából eredő szörnyek, így például Godzilla is. Amellett, hogy dolgozott a Sin megami tenszei II-n, az if...-en és a Lucifer’s Callon, még az első három Persona-játéknál szereplőket is tervezett. Kaneko stílusát „hidegnek” és „sztoikusnak” írják le, melyből az idő haladtával megpróbálta a grafikát olyan közel tartani a játékbéli renderhez, amennyire csak lehetséges.
Szoedzsima első munkája a sorozaton az első Devil Summoner digitális színezőcsapatának tagjaként történt. Később kisebb szerepeket kapott az első Persona- és Soul Hackers-játékok grafikai és szereplőtervezésében. Később másodlagos szereplőket készített a Persona 2 duológiához, de az első három Sin megami tenszei-játék PlayStation-portját felügyelő csapatának tagja is volt, illetve kisebb munkái is voltak a Lucifer’s Callon. Kaneko Szoedzsimát választotta a Persona 3 vezető tervezőjének, mivel azt akarta, hogy a fiatalabb munkatársak is tapasztalatot gyűjthessenek. A Persona 3 kihívást jelentett Szoedzsimának, finomítania kellett a rajzstílusán, valamint a rajongók várakozásait is figyelembe kellett vennie. Ő tervezte a Persona 3 FES-t a Portable-t, a Persona 4-et és a Persona 5-öt. Szoedzsima rajzstílusa könnyebb tónusú, mint Kaneko munkái a Sin megami tenszei-játékokon.
A sorozat újabb tervezője Doi Maszajuki, aki a Trauma Center sorozattal tette le névjegyét és a Shin Megami Tensei IV főszereplőit tervezte. Néhány démont is ő kreált. Munkáit Kaneko tervei inspirálták, és úgy tervezte meg a főszereplők ruházatát, hogy azok a japán és a nyugati divatot vegyítsék, miközben a Csillagok háborúja sorozatból is merített designelemeket. A Devil Survivor-játékoknál az Atlus szélesebb közönség tetszését akarta elnyerni és új lendületet akart adni a Megami tenszei franchise-nak, így e célból Jaszuda Szuzuhitót bérelték fel a szereplők megtervezésére.

### Lokalizáció
A Megami tenszei franchise-t hosszú időkön keresztül nem exportálták nyugati területekre annak ellenére, hogy az elismert piac volt. Az eredeti okok az erős vallási témák és jelképek használata volt, amik tabunak számítottak a nyugati játékpiacokon, illetve a Nintendo szigorú tartalmi követelménye a tengerentúli kiadásokhoz. Később sok ilyen korai munka megjelenését akadályozta meg a koruk, amely miatt hátrányba kerültek volna a modern játékpiacon. A korai címek megjelenését a Sony észak-amerikai ágának akkori jóváhagyási irányelvei is blokkolták. A franchise első lokalizált játéka a Jack Bros. akciójáték spin-off volt, míg a franchise első tengerentúli kiadást kapott szerepjátéka az első Persona volt. Utóbbira azért esett a választás, hogy az Atlus észak-amerikai ágának legyen egy zászlóshajó szerepjáték franchise-a, mellyel versenybe szállhatnak az olyan sorozatokkal, mint a Final Fantasy, a Suikoden vagy a Breath of Fire. Okada elmondása szerint a teremtmények és ellenségek nevei eltértek a fősorozattól, így a Personát elfogadhatóbbnak tartották egy tengerentúli kiadáshoz. Bár sikerült létrehoznia a franchise-t a tengerentúlon, azonban a lokalizáció hatalmas próbatétel volt a kis személyzet miatt, illetve azért, mivel a játékot több szempontból is módosítani kellett, hogy az megfeleljen az észak-amerikai közönségnek, így eltávolították a japán kultúrára tett utalásokat és egy japán származású szereplőt afroamerikaira cseréltek. Az első Persona 2 cím, az Innocent Sin felett átsiklottak az emberhiány és amiatt a tény miatt, hogy a fejlesztés a második címre, az Eternal Punishmentre összpontosult.
A Nocturne volt az első fősorozatos Sin megami tenszei-játék, amely a tengerentúlon is megjelent. A Nocturne megjelenése után az Atlus tengerentúli ága úgy döntött, hogy ráaggatják a Shin Megami Tensei nevet a Megami tenszei franchise jövőbeni játékaira, hogy ezzel segítsék a játékok marketingelését. Annak ellenére, hogy számos eredeti játék japán verzióján nem szerepel a név, azonban címbeni különbségek ellenére ez végül mégis az Atlusnak kedvezett, a lokalizálására kiválasztott játékok mindegyike a nagyobb Megami tenszei franchise része volt, és a Shin Megami Tensei névvel egyetlen cím alatt tartották az összes játékot. A döntés meghozatala előtt a sorozat Revelations cím alatt volt lokalizálva, melyet az első Persona- és az első Last Bible-játéknál használtak. Később változtattak a címeken, hogy kevésbé legyenek esetlenek, mint például a Raidou Kuzunoha vs. The Soulless Army („Kuzunoha Raidó kontra a lélektelen sereg”) esetében is. A játék Japánban eredetileg Kuzunoha Raidó kontra a szupererős sereg címen jelent meg, azonban a címét megváltoztatták, mivel az „idétlenül” hangzott angol nyelven. Amikorra a Strange Journey fejlesztésbe került, addigra már a franchise markáns jelenléttel bírt a tengerentúlon, így a csapat a lokalizációt figyelembe véve tervezte a Strange Journeyt: a két szempont, mely aktívan kapcsolódik ehhez a játék antarktikai helyszíne szemben a modern Japánnal, illetve az a tény, hogy nem kapott számozást. A Shin Megami Tensei IV-gyel kezdve a cég úgy döntött, hogy aktívan népszerűsíti a franchise-t a tengerentúlra Észak-Amerikába, Európába és szárazföldi Ázsiába. Általában az Atlus jelenteti meg a Megami tenszei-játékokat Japánban és Észak-Amerikában, de mivel nincs európai kirendeltségük, ezért ebben a régióban külsős cégeken, így a Ghostlighton vagy a NIS Americán keresztül jelentetik meg a játékaikat. Az Atlus alkalmakként digitálisan jelentette meg a játékaikat Európában.

## Fogadtatás
A Megami tenszei már a nyugati népszerűsége előtt is jelentős franchise volt Japánban, melynek játékaiból 2003-ig 4 millió példányt adtak el. 2014. novemberéig a sorozatból megközelítőleg 13 millió dobozos példányt adtak el világszerte, melyből a Megami tenszei franchise-on belüli egyesített sorozat 7 milliót, míg a Persona sorozat 6,2 milliót tett ki. A Megami tenszei az Atlus egyik legkelendőbb és legfontosabb franchise-a.
A 4Gamer.net japán weboldal a sorozatot Japán egyik legnagyobb szerepjáték franchise-ának nevezte. K. Thor Jensen, a UGO Networks egyik szerkesztője az első Megami tenszei-játékot a cyberpunk esztétikák első sikeres videojátékos használatának nevezte, megjegyezte, hogy a sorozat a science fiction elemek és az okkult keveréke, amely „egy valóban egyedi kitalált cyberpunk világot alkot.” A Nintendo Power megjegyezte, hogy az Atlus mindig meglepő helyszínekkel vegyíti a „jól ismert játékmenetet” amikor a sorozathoz készítenek játékot, példaként kiemelve a Personát a „modern kori horrotörténeteivel” és „csapat japán középiskolás gyerekeivel”. A szerkesztő azt is hozzáfűzte, hogy a Strange Journey hasonló rendszert követett, melyet a sorozat „science-fiction átalakításának” nevezett. A 1UP.com a japán és a nyugati videojátékos kultúra kölcsönhatásáról írt cikkében megemlítette a Sin megami tenszei alsorozatot a Nippon Ichi Software Disgaea sorozatával karöltve. Kurt Kalata azt írta, hogy „Ugyan lehet, hogy nem bestsellerek, azonban mégis underground sikert zsebeltek be és több ezer megszállott rajongót gyűjtöttek.” Andrew Vestal, a GameSpot egyik szerkesztője a sorozatra Japán harmadik legnagyobb sorozataként hivatkozott a Final Fantasy és a Dragon Quest után. Az IGN-es Matt Coleman a „A History of Console RPG” (A konzolos szerepjátékok története) című cikkében megemlítette a Lucifer’s Callt, melynek tartalmát a következőként jellemezte: „kihívásokkal teli cucc egy olyan műfajban, ami egykoron a hercegnőmegmentésről és a gonoszirtásról szólt.”
A Digital Devil Story: Megami tenszei II és a Sin megami tenszei is megjelent a Famicú 2006-os „minden idők 100 legjobb játéka” közönségi szavazásán az 58., illetve az 59. helyen. Az RPGFan „az elmúlt évtized 20 legjobb szerepjátéka” listájának csúcsán a két Digital Devil Saga-játék végzett, melyeket a Persona 3 követett a második helyen, míg a Persona 4 a negyedik helyen végzett. Kalata a Gamasutrának írva a Lucifer’s Callt a műfaj kedvelőinek 20 alapvető szerepjátékának egyikének kiáltotta ki. A GameTrailers a Press Turn-rendszert az egyik létező legjobb JRPG harcrendszernek nevezte, kiemelve annak Shin Megami Tensei IV-ben használt változatát.
A sorozat a kritikai elismerés mellett Japánban és a tengerentúlon is vitákat szült. A felvetett anyagok között van a démontárgyalási mechanika, az öngyilkosság és a kannibalizmus ábrázolása, a valláskritika, a keresztény és okkult ábrázolások vegyítése, a politikai utalások, a homoszexualitás ábrázolása és az időnként különös démonábrázolások. A nyugati újságírók konkrét példákat emeltek ki. A Persona eredeti megjelenése aggodalmakat keltett a vallásos vonatkozásai miatt. A 1UP.com 2007 videojátékos díjátadóján, amely a Electronic Gaming Monthly 2008. márciusi számában jelent meg, a Persona 3 „a legellentmondásosabb játék, ami nem váltott ki vitákat” díjat nyerte el: a szerkesztők hozzáfűzték, hogy a „Rockstar Hot Coffee szexbotránya vagy a Bully fiú–fiú csókolózása semmiség ezen PS2-es szerepjáték öngyilkossággal kezdeményezett harcaihoz vagy a diák–tanár randizásról szóló mellékcselekményéhez képest.” A GamesRadar szerepeltette a sorozatot a „kirobbanásra váró viták” listáján, hozzáfűzve, hogy a közfelháborodás a hasonló tartalmú sorozatokhoz viszonyított niche státusa miatt maradt el. Kalata a 1UP.comnak írt későbbi cikkében Digital Devil Story regényekre vezette vissza a vitatott tartalmak használatát, melyekben a démonok által elkövetett erőszak és nemi erőszak volt ábrázolva, valamint azt is megjegyezte, hogy „Az ilyesféle erőszak nem kifejezetten ritka a japán animációk földjén, de ezek a Megami tenszei II-ben még nyugtalanítóbbak lettek.”

## Fordítás
Ez a szócikk részben vagy egészben  a   Megami Tensei című angol Wikipédia-szócikk ezen változatának fordításán alapul.  Az eredeti cikk szerkesztőit annak laptörténete sorolja fel. Ez a jelzés csupán a megfogalmazás eredetét és a szerzői jogokat jelzi, nem szolgál a cikkben szereplő információk forrásmegjelöléseként.